# Superman/Batman: Közellenségek
A Superman/Batman: Közellenségek (eredeti cím: Superman/Batman: Public Enemies) 2009-ben bemutatott amerikai animációs akciófilm-sorozat. Rendezője Sam Liu, producerei Bruce Timm, Alan Burnett, Michael Goguen, Bobbie Page, Sam Register, Benjamin Melniker és Michael Uslan, zeneszerzője Christopher Drake, írója Stan Berkowitz. A Warner Premiere, DC Comics és Warner Bros. Animation gyártásában készült, a Warner Home Video forgalmazta.
Az Amerikai Egyesült Államokban 2009. szeptember 29-én debütált.

## Szereplők
| Szereplő              | Színész          | Magyar hang          |
| --------------------- | ---------------- | -------------------- |
| Bruce Wayne / Batman  | Kevin Conroy     | Sótonyi Gábor        |
| Clark Kent / Superman | Tim Daly         | Megyeri János        |
| Lex Luthor            | Clancy Brown     | Csík Csaba Krisztián |
| Atom kapitány         | Xander Berkeley  | Maday Gábor          |
| Force őrnagy          | Ricardo Chavira  | Vári Attila          |
| Csodalány             | Allison Mack     | Solecki Janka        |
| Metallo               | John C. McGinley | Seszták Szabolcs     |
| Amanda Waller         | CCH Pounder      | Makay Andrea         |
| Alfred Pennyworth     | Alan Oppenheimer | Makay Sándor         |
| Tábornok              | Jonathan Adams   | Cs. Németh Lajos     |